# Cepora kotakii
Cepora kotakii é uma borboleta da família Pieridae. Ela pode ser encontrada na ilha de Simeulue.